# Ophiocomina
Genre
Ophiocomina est un genre d'ophiures de la famille des Ophiotomidae.

## Liste d'espèces
Selon World Register of Marine Species (13 octobre 2018) :
- Ophiocomina nigra (Abildgaard, in O.F. Müller, 1789)

L'espèce Ophiocomina australis H.L. Clark, 1928 est désormais placée dans le genre Clarkcoma.